# Cégep du Vieux Montréal
 (décembre 2023).
Pour les articles homonymes, voir Vieux-Montréal (homonymie) et CVM.

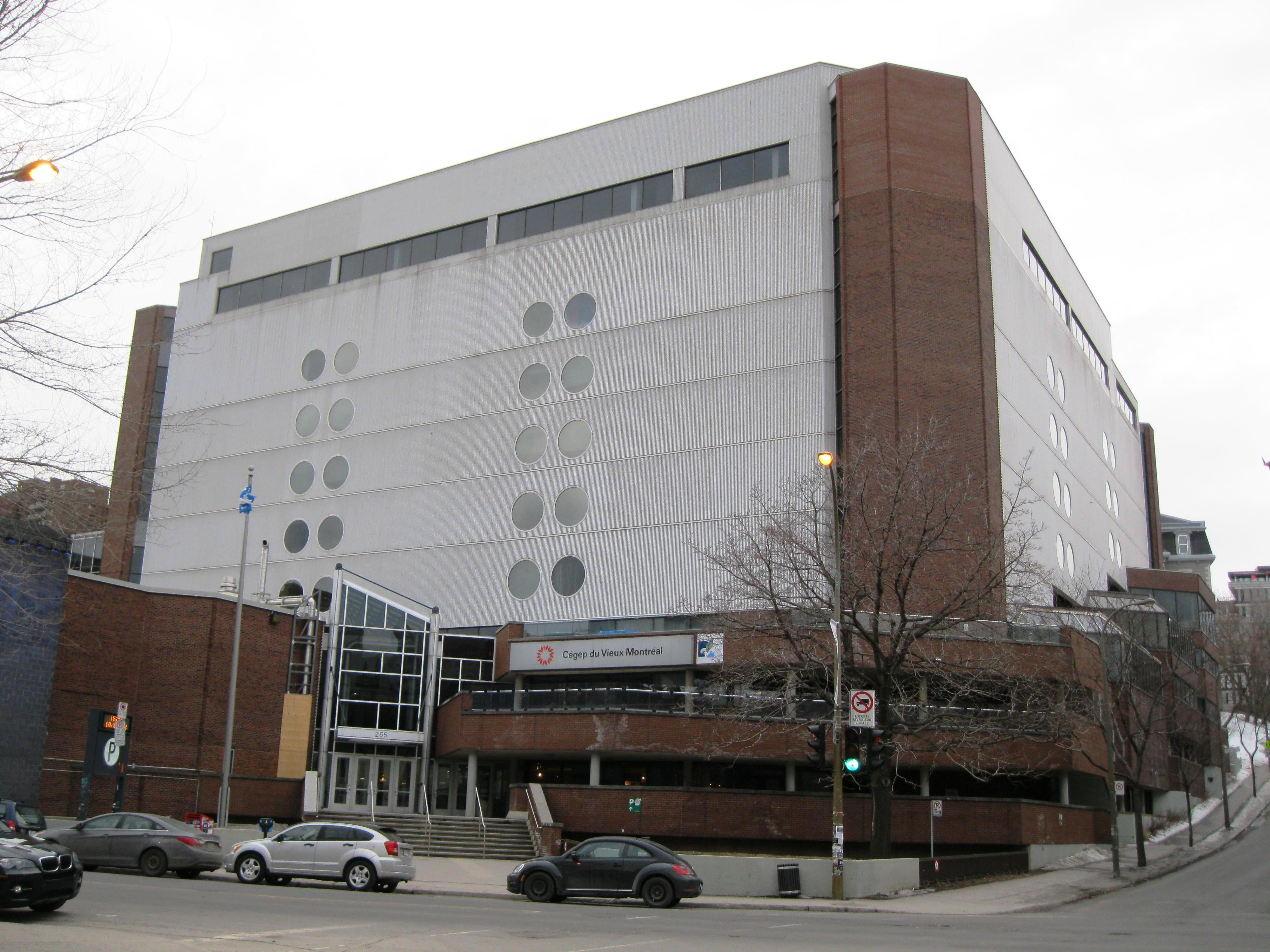
Cégep du Vieux Montréal

Le Cégep du Vieux Montréal (CVM) est un collège d'enseignement général et professionnel (CÉGEP), situé au 255 rue Ontario Est, dans l'arrondissement Ville-Marie de la ville de Montréal au Québec.
Fondé en 1968, le Cégep se composait alors de nombreux pavillons d'enseignement, anciennement des écoles à chartes distinctes, tous situés en périphérie de l'arrondissement de Ville-Marie :
- Institut des Arts appliqués
- Collège Mont-Saint-Louis
- Institut Technologique du Québec
- Collège Sainte-Marie
- École des arts graphiques
- Écoles d’infirmières des hôpitaux du centre-ville (Saint-Luc, Notre-Dame, Hôtel-Dieu, de la Miséricorde et Sainte-Jeanne-d'Arc)

Le collège comprenait également six bâtiments qui servaient alors à assurer la tenue d'activités sportives. En août 1976, le campus actuel du cégep du Vieux Montréal est inauguré au 255, rue Ontario Est.
Situé entre les stations de métro Berri-UQAM et Sherbrooke (ligne orange), il accueille annuellement plus de 6 000 étudiants à l'enseignement régulier et plus de 3 000 à la formation continue et aux entreprises. Sa popularité est croissante, il a toujours été l'un des établissements avec le plus grand nombre d'étudiants inscrits au Québec.

## Le syndicat des professeurs
Le syndicat des professeurs du cégep du vieux Montréal (SPCVM) est le syndicat des professeurs de l'établissement. Il est affilié à la fédération nationale des enseignantes et des enseignants du Québec.

## Association Étudiante
L'Association générale étudiante du cégep du Vieux Montréal (AGECVM) est l'association des étudiants et étudiantes de ce collège d'enseignement supérieur, elle compte plus de 6 900 membres. 
Cette association étudiante est reconnue pour être active dans les mouvements protestataires étudiants tel que la grève étudiante québécoise de 2012 et les nombreuses manifestations qui ont eu lieu dix ans après, en mars 2022. Ses dernières préoccupations concernent plus particulièrement le mouvement étudiant pour la rémunération des stages au Québec. Le processus démocratique adopté lors des rencontres de l'association étudiante dépend du Code Morin.

## Sports

### Les Spartiates
Vieux Montréal accueille diverses équipes sportives qui peuvent profiter d'un complexe sportif intégré au campus principal. Ainsi, en ce complexe, on retrouve une piscine, une palestre, un gymnase quadruple pouvant accommoder les étudiants pour la pratique de divers sports, une salle d'arts martiaux, de rythmique et de relaxation. Les équipes sportives, portant toutes le nom des Spartiates, sont diverses:
- basketball féminin
- basketball masculin
- cross-country mixte
- flag football féminin
- football, division 1
- natation mixte
- soccer féminin
- volleyball féminin

## Programmes de formation offerts à l'enseignement régulier

### Programmes de formation préuniversitaire
Sciences de la nature
- Sciences pures et appliquées et Sciences de la santé
- Environnement
- Informatique

Double DEC
- Sciences de la nature et Sciences humaines (profil Optimonde)
- Histoire et civilisation et Arts et lettres (profil Langues)

Sciences humaines
- Leadership (Administration)
- Regards sur la personne (Individu)
- Questions internationales (Société)
- Action sociale et médias (Société)
- Optimonde (Société)

Arts, lettres et communication
- Médias (communication et médias)
- Littérature (Création littéraire)
- Langues

Arts visuels
Histoire et civilisation

### Programmes de formation technique

#### Techniques biologiques
- Soins infirmiers

#### Techniques physiques
- Architecture

#### Génie mécanique
- Fabrication mécanique
- Dessin de conception mécanique
- Maintenance industrielle
- robotique

#### Technologies du génie électrique
- Électronique industrielle
- Télécommunication
- Audiovisuel

#### Techniques humaines
- Éducation à l'enfance
- Éducation spécialisée
- Intervention en loisir
- Travailleur social

#### Techniques de l'administration
- Comptabilité de gestion
- Conseils en assurances et en services financiers
- Gestion de commerces

#### Techniques de l'informatique
- Informatique (régulier et intensif)

#### Arts et communications graphiques
- Design de présentation
- Design d'intérieur
- Photographie
- Design industriel
- Dessin animé
- Animation 3D et synthèse d'image
- Graphisme

#### Formation technique en danse
- Danse-interprétation classique
- Danse-interprétation contemporaine

#### Métiers d'arts
- Céramique
- Construction textile
- Ébénisterie artisanale
- Impression textile
- Joaillerie
- Lutherie-guitare
- Maroquinerie (cuir)
- Espace VERRE

#### AEC (formations intensives de jour)
- Animation 3D orientée jeu vidéo
- Assurance de dommages
- Automatismes et informatique industriels
- Communication et surdité
- Intégration à la profession infirmière au Québec
- Techniques d'éducation à l'enfance
- Techniques d'éducation spécialisée
- Techniques de prévention des incendies

## Professeurs notables
- Gilles Laporte

## Anciens étudiants
- Nicolas Archambault
- Claire Beaugrand-Champagne
- André Boulerice
- Marie-Josée Croze
- André Fortin
- Dj Horg
- Amir Khadir
- Catherine Labonté
- Nicole Léger
- Olivia Tapiero
- Julie Doucet
- Samantha Leriche-Gionet
- Nathalie Daoust
- Sarah-Maude Beauchesne
- Jean-François Ruel
- Patrick Senécal
- Benjamin St-Juste
- Louise Warren